# Donato Felice d’Allio

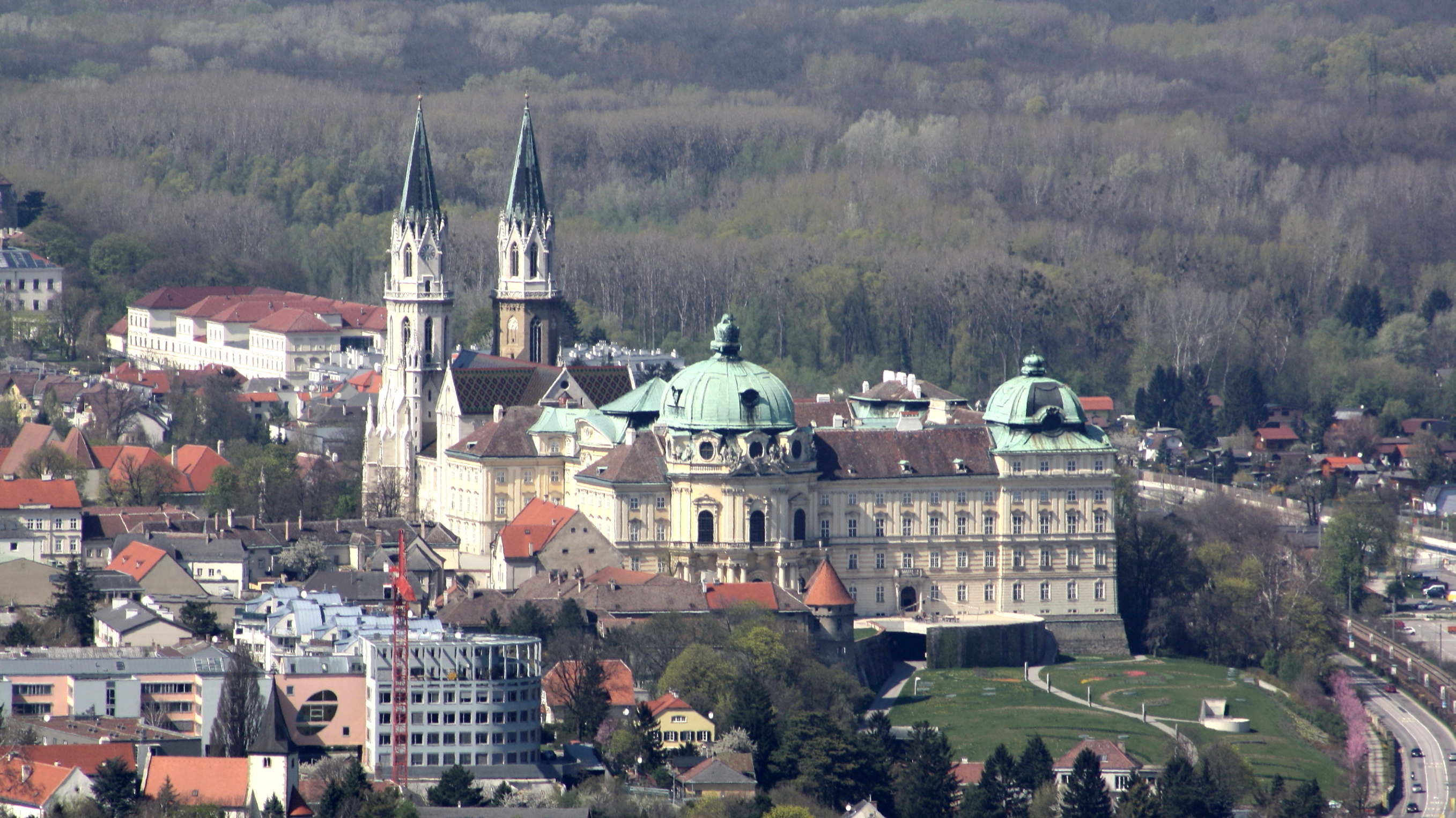
Stift Klosterneuburg vom Leopoldsberg aufgenommen

Donato Felice d’Allio (* 24. Oktober 1677 in Scaria in der Nähe des Comer Sees; † 6. Mai 1761 in Wien) war ein österreichischer Architekt des Barocks.

## Leben
Donato Felice d’Allio begann um 1690 eine Maurerlehre in seiner Heimat. Gegen 1698 kam er als Geselle nach Wien, wo er später als Polier und danach als Maurermeister tätig war. Von 1711 bis 1747 war er beim Militärbauamt beschäftigt, wo er Berichte und Fachgutachten erstellte, beispielsweise über die militärische Zulässigkeit ziviler Bauten.
Aufgrund seiner bautechnischen Kenntnisse wurde er gleichzeitig zu zahlreichen privaten Baustellen gerufen. Er arbeitete unter anderem im Auftrag des Erzbischofs von Esztergom, Graf Imre Esterházy.
Im Jahr 1913 wurde in Wien Rudolfsheim-Fünfhaus (15. Bezirk) die Alliogasse nach ihm benannt.

## Werke
- Planung und Ausführung des Stiftes Klosterneuburg 1730–1740
- Bau des Salesiannerinen-Klosters am Rennweg in Wien, 1717–1728
- Umgestaltung Schloss Ladendorf, 1722
- Planung Palais Kaiserstein in Wien, 1728
- Bau des Schlosses in Gerasdorf am Steinfeld in Niederösterreich
- Bau der Pfarrkirche Groß-Siegharts in Niederösterreich, 1720–1727
- Umgestaltung der Pfarrkirche St. Pankraz in Reinprechtspölla in Niederösterreich (mit Leopold Wißgrill), 1735–1737
- Planung und Bau des Kaiserlichen Zeughauses in Wien 1714–1723
- Bau des Hauses Lenaugasse 3 in Wien 1711 (heute Sitz der katholischen Studentenverbindung Rudolfina Wien)
- Planung der Pfarrkirche Bad Pirawarth 1739–1756
- Bau der Wallfahrtskirche Maria Bründl in Wilhelmsdorf bei Poysdorf 1740–1751
- Neubau der Filialkirche Mariä Verkündigung in Janovičky 1741–1746